# 你好报
《你好报》（捷克語：Haló noviny），又译《哈罗报》，是捷克的一份左翼日报。该报与捷克和摩拉维亚共产党关系密切。该报创刊于1991年，使用与尤利乌斯·伏契克于1929年创办的刊物相同的名称。该报由未来公司所有，是目前捷克少数几家未被外国资本控制的报纸之一。总编辑是彼得·科扎尔。总部位于布拉格。